# جيش الفاتيكان

دولة الفاتيكان دولة محايدة، لم تشارك في أي حرب منذ تشكيلها في عام 1929 بموجب معاهدة لاتران. ليس لديها أي اتفاق عسكري رسمي أو اتفاق مع إيطاليا المجاورة، على الرغم من أن مسؤولية الدفاع عن مدينة الفاتيكان من المعتدي الدولي من المرجح أن تقع بالدرجة الأولى على عاتق القوات المسلحة الإيطالية. على الرغم من أن دولة مدينة الفاتيكان لم تكن أبدًا في حالة حرب، إلا أن قواتها تعرضت للعدوان العسكري عندما تم قصفها خلال الحرب العالمية الثانية، بينما كانت تدافع عن ممتلكات الفاتيكان في روما أثناء النزاع نفسه.
على الرغم من أن الولايات البابوية السابقة كان يدافع عنها جيش بابلي كبير نسبيًا (بما في ذلك الحرس الكورسيكي، الذي نشط من 1603 إلى 1662) والبحرية البابوية، تم حل غالبية هذه القوات عندما توقفت الولايات البابوية في عام 1870. قبل الحل مباشرة، كان Esercito Pontificio (الجيش البابوي) يتألف من فوجين من المشاة الإيطالية المعينين محليًا، وفوجان سويسريتان، وكتيبة من المتطوعين الأيرلنديين، والمدفعية والفرسان،  بالإضافة إلى المتطوعين الكاثوليك الدوليين، البابويين زوايفيس، في عام 1861 لمعارضة التوحيد الإيطالي. بعد هزيمة وإلغاء الولايات من قبل مملكة إيطاليا، تم الإبقاء على أربع وحدات بابوية صغيرة ( الحرس البابوي السويسري والحرس النبيل وحرس البلاط وفيلق الدرك البابوي)، لكنها حصرت نشاطها في الفاتيكان في روما.
عند تشكيل دولة مدينة الفاتيكان عام 1929، تم تحديد شكل فريد من أشكال السيادة. وبموجب هذا الاتفاق، تُمنح السيادة غلى الكرسي الرسولي، والذي يعتبر اختصاصًا كنسيًا؛ لكن تمارس تلك السيادة على الدولة القومية الفعلية لمدينة الفاتيكان، وهي مساحة تبلغ 110 فدانات محددة في خريطة مُلحقة بالمعاهدة، إلى جانب بعض الممتلكات الأخرى الموجودة رسميًا داخل الدولة الإيطالية، ولكنها مُنحت خارج الحدود الإقليمية.
لم يكن لدى دولة مدينة الفاتيكان مطلقًا قوات مسلحة مستقلة، ولكن كان لديها دائمًا جيش فعلي قدمته القوات المسلحة للكرسي الرسولي: الحرس السويسري البابوي والحرس النبيل والحرس البلطي وقوات الدرك البابوية. من الناحية العملية، عملت هذه القوات المسلحة بشكل رئيسي داخل دولة مدينة الفاتيكان وقصر كاستل جاندولفو البابوي، وليس في العديد من الممتلكات الأخرى للكرسي الرسولي، باستثناء وقت الحرب العالمية الثانية عندما كانت قوات الحرس البلطي تم نشرها في جميع الممتلكات البابوية في وحول روما.
كجزء من إصلاح كبير في عام 1970 قام به البابا بولس السادس، تم حل وحدتين، تم الإبقاء على واحدة، وتمت إعادة هيكلة واحدة إلى خدمة شرطة مدنية.